# District de Dawukou
Le district de Dawukou (大武口区 ; pinyin : Dàwǔkǒu Qū) est une subdivision administrative de la région autonome du Ningxia en Chine. Il est placé sous la juridiction de la ville-préfecture de Shizuishan.